# Citroën Type B12
De Citroën B12 is een auto van Citroën, gebouwd door André Citroën tussen oktober 1925 en januari 1927.

## Geschiedenis
De B12 werd gepresenteerd op de Parijse Autosalon in 1926 ter vervanging van de B2 die als groot nadeel had dat hij niet over voorremmen beschikte. Het was een verbeterde versie van de B10 met een carrosserie geheel uit staal en een versterkt chassis. In dit type kon een motor van 1500 cc worden ingebouwd met 20 pk of 22 pk. De B12 werd gebouwd in dezelfde modellen als de B2: een vierpersoons Torpédo in de uitvoeringen Standaard, Serie Luxe en Tourisme Luxe, drie- en vierpersoons Conduite Intérieure (de meest gangbare), Coupé, Landaulet, Normande, Taxi en Cabriolet. Voor de Parijse taxi werd een speciale versie van de B12 gebouwd.